# Староалексеевка (Николаевская область)
Староалексеевка (укр. Староолексіївка) — село в Веселиновском районе Николаевской области Украины.

## История
Немецкий католический хутор Ней-Шпеер, основан в 1925 г.
В 1946 году указом ПВС УССР хутор Новый Шпеер переименован в Старо-Алексеевку.
Население по переписи 2001 года составляло 450 человек. Почтовый индекс — 57050. Телефонный код — 5163. Занимает площадь 0,77 км².

## Местный совет
57050, Николаевская обл., Веселиновский р-н, с. Ставки, ул. Степная, 12